# Chevy Stevens
Pour les articles homonymes, voir Stevens.
Chevy Stevens, nom de plume de Rene Unischewski, née en 1973 dans la province de la Colombie-Britannique, est une femme de lettres canadienne, auteure de roman policier.

## Biographie
Elle passe son enfance sur un ranch situé sur l'île de Vancouver. Adulte, elle travaille dans le milieu de la vente, puis comme agent immobilier, avant de se lancer dans l'écriture de thrillers qui s'inscrivent sur la New York Times Best Seller list.
Elle vit à Nanaimo, sur l’île de Vancouver.

## Œuvre

### Romans
- Still Missing, 2010[2],[1] Publié en français sous le titre Séquestrée, traduit par Sébastian Danchin, Paris, Éditions de l’Archipel, 2011, 334 p.  (ISBN 978-2-8098-0549-9) ; réédition sous le titre La Cabane de l’enfer, Éditions France Loisirs, 2011
- Never Knowing, 2011[3] Publié en français sous le titre Il coule aussi dans tes veines, traduit par Sébastian Danchin, Paris, Éditions de l’Archipel, 2013, 414 p.  (ISBN 978-2-8098-0993-0)[4]
- Always Watching, 2013 Publié en français sous le titre Des yeux dans la nuit, traduit par Sébastian Danchin, Paris, Éditions de l’Archipel, 2014, 414 p.  (ISBN 978-2-8098-1390-6)
- The Other Side, 2013 Publié en français sous le titre Vérité posthume, Paris, Editions de l'Archipel, 2015
- That Night, 2014

- Those Girls, 2015
- Never Let You Go, 2017

- Dark Roads, 2021